# Lillie Lindroth
Lillie Lindroth, född Lilly Berta Maria Lindroth 8 februari 1908 i Katarina församling, Stockholm, död där 25 januari 1977, var en svensk skådespelare och sångerska.
Lindroth ligger begravd på Sandsborgskyrkogården i Stockholm.

## Filmografi
- 1942 – Sexlingar
- 1943 – Natt i hamn
- 1943 – Katrina
- 1945 – Resan bort
- 1953 – Ursula – flickan i finnskogarna